# Калениченко, Павел Михайлович
Па́вел Миха́йлович Калениче́нко (укр. Павло Михайлович Калениченко; 17 марта 1923, Андреевка, Екатеринославская губерния — 30 июня 1983, Киев) — советский историк, педагог, профессор (1978), доктор исторических наук (1981), исследователь истории Польши и украинско-польских отношений. Заслуженный деятель польской культуры. Главный редактор Украинского исторического журнала (1972—1979).

## Биография
Родился 17 марта 1923 года в селе Андреевка Широковского района Криворожского округа в семье сельского учителя.
В 1940 году поступил на физико-математический факультет Львовского университета. Начало Великой Отечественной войны прервало учёбу, в 1943 году призван рядовым в действующую армию.
После демобилизации продолжил учёбу и в 1949 году окончил международный факультет Киевского университета.
В 1949—1954 годах занимал должности литературного сотрудника, заведующего отделом редакции газеты «Советская Украина». Одновременно обучался в аспирантуре на отделении истории стран народной демократии Института истории АН УССР, в 1956 году защитил кандидатскую диссертацию «Прогрессивная польская эмиграция в СССР в годы Второй мировой войны».
В 1954—1957 годах — научный сотрудник отдела новой и новейшей истории зарубежных стран, 1963—1968 годах — старший научный сотрудник отдела новой и новейшей истории зарубежных стран, в 1968—1969 годах — заведующий отделом зарубежной историографии, в 1972—1973 годах — заведующий отделом историографии и источниковедения, в 1973—1981 годах — заведующий отделом источниковедения и вспомогательных исторических дисциплин, в 1981—1983 годах — старший научный сотрудник-консультант Института истории АН УССР. Доктор исторических наук (1970, диссертация в 2 томах «Великий Октябрь и революционная борьба польских трудящихся (1917—1920 гг.)»).
В 1972—1976 годах был главным редактором «Украинского исторического журнала», член редколлегии межведомственного республиканского сборника «Питання нової та новітньої історії» (с 1965), научно-реферативного бюллетеня «Зарубіжні видання про Україну» (с 1968).
В 1967—1976 годах преподавал на кафедре истории европейских социалистических стран в Киевском университете.
С 1958 года — член правления, с 1969 года — заместитель председателя Украинского отделения Общества советско-польской дружбы.
Принимал участие в подготовке коллективных работ, в том числе 3-томника «Вінок дружби», многотомных изданий «Історія Української РСР», «Атлас історії України» и других.
Подготовил более 10 докторов и кандидатов наук.
Умер 30 июня 1983 года в Киеве, где и похоронен на Байковом кладбище.

## Публикации
Автор более 250 научных работ, среди них — ряд монографий.
- Польська прогресивна еміграція в СРСР в роки Другої світової війни (Київ, 1957)
- З історії революційного руху в Польщі (кінець 1918 р. — початок 1919 р.). // Український історичний журнал. — Київ, «Наукова думка», 1958.
- Молоде покоління Польщі (К., 1960)
- 1000-ліття Польської держави (К., 1966)
- Співробітництво Радянської України та Народної Польщі (1944—1969 рр.) (К., 1969)
- Участь польських трудящих в Жовтневій революції і громадянській війні в Україні (Варшава, 1969, польською мовою)
- Великий Жовтень і революційний рух у Польщі (листопад 1917 — жовтень 1919) (Київ, 1971)
- Брати по класу — брати по зброї (Участь польських інтернаціоналістів у боротьбі за владу Рад на Україні. 1917—1920 рр.) (Київ, 1973)
- Граница дружбы и мира: о советско-польском приграничном сотрудничестве 1956—1979 гг (Львів, 1980, в соавт.)

и других.

## Награды
- Три боевые медали за участие в Великой Отечественной войне;
- Медаль «В ознаменование 100-летия со дня рождения Владимира Ильича Ленина»;
- Награды правительства ПНР:
  - Медаль «Братство по оружию»;
  - Нагрудный знак 1000-летия польского государства;
- Заслуженный деятель культуры Польши.